# Ingvar Bengtsson (journalist)
Ingvar Bengtsson, född 7 juni 1940 i Askeröd, är en svensk journalist och TV-chef.
Bengtsson inledde karriären som tidningsreporter på Mellersta Skåne, Skånska Dagbladet och Kvällsposten. Han var också redaktionssekreterare och utrikesreporter för Kvällsposten. Från 1969 var han arbetsmarknads- och politikreporter på Aftonbladet.
Han kom till TV2 och Rapport 1970. Han blev inrikeschef på Rapport 1977 och nyhetschef för TV2 (Rapportchef) från 1978. Från 1982 var han istället distriktschef vid SVT Malmö.
År 1987 skulle SVT sjösätta en omorganisation som skulle innebära att merparten av TV1 och TV2:s Stockholmsbaserade produktion slogs ihop för att bli Kanal 1. År 1986 utsågs Bengtsson till programdirektör för Kanal 1.
År 1995 var det dags för ännu en omorganisation och Bengtsson utsågs till enhetschef för den nya enheten SVT Nyheter & Sport. Där ingick både Aktuellt och Rapport, som dittills varit helt separata redaktioner. Under senare delen av hans tid som enhetschef genomfördes omfattande förändringar bland SVT:s nyhetsredaktioner i Stockholm. Nyhetskanalen SVT24 lanserades och tog över allt fler av Rapports kortare sändningar. Bengtsson förberedde också införandet av den "superdesk" som skulle ta över merparten av Aktuellt, Rapport och SVT24:s redaktionsresurser.
Bengtsson lämnade uppdraget som enhetschef år 2000. Eva Hamilton tog över.